# Gimax
Gimax, właśc. Carlo Franchi (ur. 1 stycznia 1938 w Mediolanie, zm. 14 stycznia 2021) – włoski kierowca wyścigowy.
W 1965 roku zdobył tytuł mistrza Włoskiej Formuły 2.
Wystartował w jednym Grand Prix Formuły 1 w zespole Surtees, było to Grand Prix Włoch w sezonie 1978. Nie zakwalifikował się do wyścigu.
Po zakończeniu kariery sportowca był przedsiębiorcą. W 2002 miał zawał serca, ale wyszedł z niego bez szwanku.
Nigdy nie ścigał się pod swoim prawdziwym nazwiskiem, podobnie jak jego syn, który również używał pseudonimu Gimax.